# Гриценко Сергій В'ячеславович
Сергі́й В'ячесла́вович Грице́нко — український військовослужбовець, лейтенант Національної гвардії України, учасник російсько-української війни, що відзначився у ході російського вторгнення в Україну. Герой України (2024, посмертно). 

## Життєпис
Батько Сергія був правоохоронцем, тому він став військовослужбовцем 5-ї окремої Слобожанської бригади НГУ, а згодом вступив на навчання до командно-штабного факультету Національної академії Національної гвардії України, закінчивши її достроково, у березні 2023 року.
Обійняв посаду командира мінометного взводу 3-ї бригади оперативного призначення НГУ.
8 липня 2023 року поблизу села Роботиного знищив ворожий танк Т-72Б, кілька броньованих автомобілів «Тигр» та бронетранспортер БТР-80. 14 липня у тому ж районі мінометники під командуванням лейтенанта Гриценка прикрили вогнем повернення з ворожого тилу розвідувальної групи, знищили дві бронемашини та більше десятка окупантів.
22 липня на чолі штурмової групи захопив позиції росіян та знищів обслуги ворожих кулемета та автоматичного станкового гранатомета.
3 серпня на Мелітопольському напрямку особисто підбив із РПГ ворожу бронемашину та знищів близько 15 окупантів. 6 серпня — замінивши пораненого навідника ПТРК «Стугна», знищів ворожу БМП із екіпажем.
Загинув 8 серпня 2023 року внаслідок мінометного обстрілу захопленого ним опорного пункту.

## Нагороди
- Звання Герой України з удостоєнням ордена «Золота Зірка» (28 червня 2024, посмертно) — за особисту мужність і героїзм, виявлені у захисті державного суверенітету та територіальної цілісності України, самовіддане служіння Українському народові[2]